# Holland (Minnesota)
Holland és una població dels Estats Units a l'estat de Minnesota. Segons el cens del 2000 tenia 215 habitants.

## Demografia
Segons el cens del 2000, Holland tenia 215 habitants, 103 habitatges, i 67 famílies. La densitat de població era de 90,2 habitants per km².
Dels 103 habitatges en un 29,1% hi vivien nens de menys de 18 anys, en un 50,5% hi vivien parelles casades, en un 8,7% dones solteres, i en un 34% no eren unitats familiars. En el 34% dels habitatges hi vivien persones soles el 18,4% de les quals corresponia a persones de 65 anys o més que vivien soles. El nombre mitjà de persones vivint en cada habitatge era de 2,09 i el nombre mitjà de persones que vivien en cada família era de 2,62.
Per edats la població es repartia de la següent manera: un 22,8% tenia menys de 18 anys, un 3,3% entre 18 i 24, un 26% entre 25 i 44, un 18,1% de 45 a 60 i un 29,8% 65 anys o més.
L'edat mitjana era de 44 anys. Per cada 100 dones de 18 o més anys hi havia 104,9 homes.
La renda mitjana per habitatge era de 21.058 $ i la renda mitjana per família de 26.875 $. Els homes tenien una renda mitjana de 31.563 $ mentre que les dones 20.313 $. La renda per capita de la població era de 12.982 $. Entorn del 15,3% de les famílies i el 18,4% de la població estaven per davall del llindar de pobresa.

## Poblacions més properes
El següent diagrama mostra les poblacions més properes.